# 硫化リチウム
硫化リチウム（りゅうかリチウム、英Lithium sulfide）はリチウムの硫化物で、化学式Li2Sあるいは(Li+)2S2–で表される無機化合物。蛍石のような結晶構造で、潮解性のある粉末。卵の腐ったような独特の臭気がある
。

## 用途
リチウムイオン二次電池や全固体電池などの電解質・正極材に使用される。

## 製法
無水アンモニア中で、リチウムと硫黄から生成される。
{\displaystyle {\ce {2Li\ + S -> Li2S}}}

## 性質
無色または白色の結晶で、立方晶系に属し逆蛍石型構造でその格子定数はa = 5.708Åである。
水に易溶であるが加水分解しやすく、水溶液はアルカリ性を示す。また水溶液は硫黄を溶解し、Li2S2あるいはLi2S4などポリ硫化物を生成する。

## 危険性
不燃性であるが、加熱により二酸化硫黄や硫化水素が発生する。酸類との接触でも硫化水素が生じる。腐食性があり、目や皮膚に接触すると炎症や痛みが生じる。水との接触で発熱する。経口投与した場合の半数致死量（LD50）は、ラットで240mg/kg、マウスで1,200mg/kg。